# Carrom

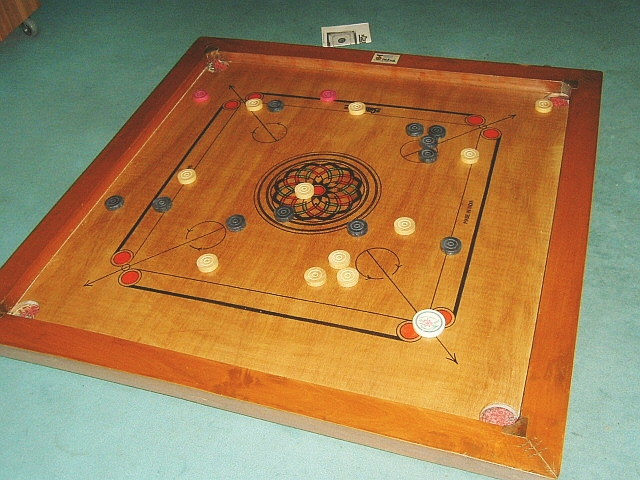
Carrombrett mit Spielsteinen. Der Striker rechts vorne.

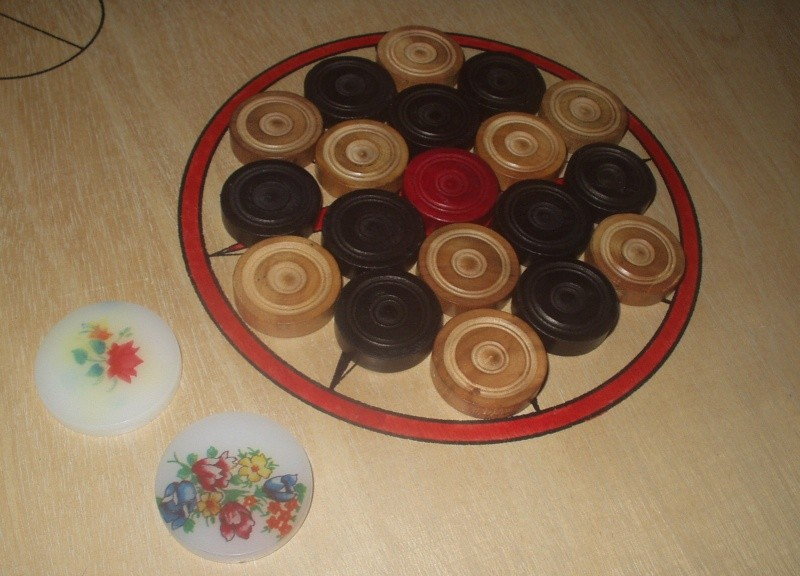
Aufstellung zu Beginn des Spieles

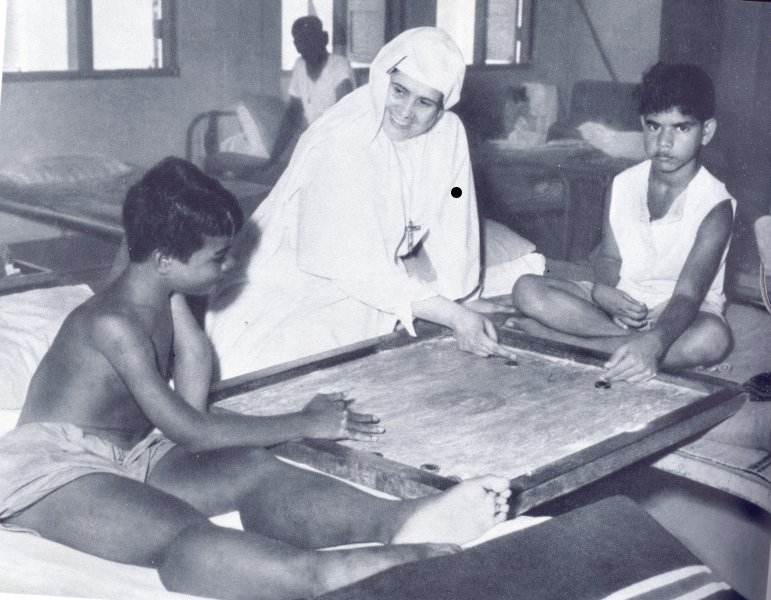
Carromspiel in einer indischen Kinderkrankenstation

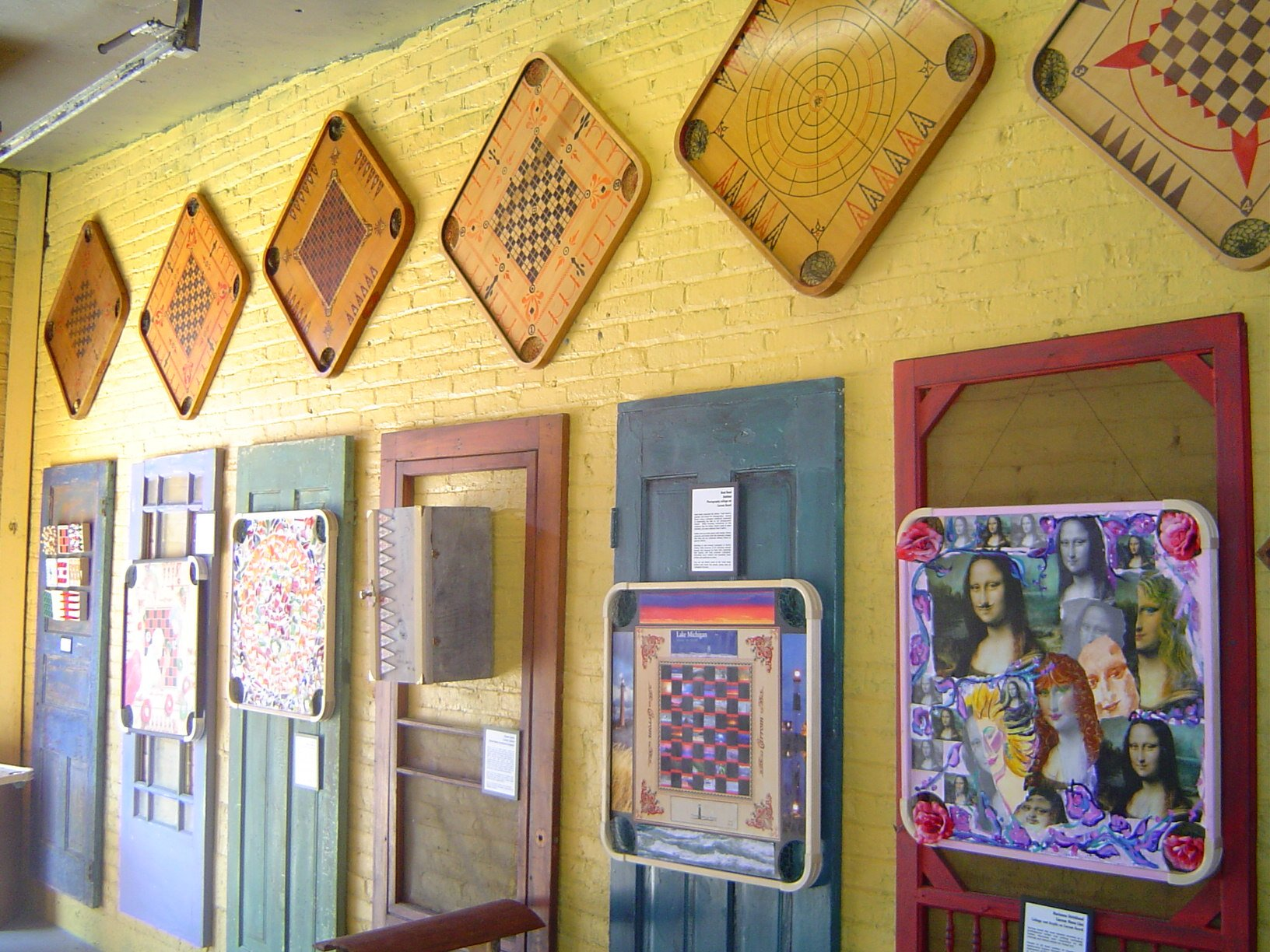
Carrombretter, zum Teil künstlerisch gestaltet

Carrom, auch Fingerbillard und in der Schweiz Carambole genannt, ist ein Brett- und Geschicklichkeitsspiel für zwei oder vier Personen, das vom indischen Subkontinent stammt und als Volkssport in Indien, Pakistan, Bangladesch und Sri Lanka sowie Afghanistan, Burma und Nepal verbreitet ist.
Wann und wo das Spiel entstanden ist, lässt sich nicht mehr nachweisen; es wird gesagt, dass Carrom von indischen Maharadschas erfunden wurde. Ein Carrombrett aus Glas ist immer noch sichtbar in einem Palast in Patiala (Punjab), Indien.

## Material
Die Spielfläche des Carrom-Boards ist aus furniertem Holz und hat eine Größe von 74 auf 74 cm. Die Spielsteine bestehen aus Holz (neun weiße, neun schwarze und ein roter Stein, welcher Queen genannt wird) oder bei einfacheren Ausführungen aus Kunststoff und wiegen ca. 5 g. Geschossen wird mit dem Striker, dem Schussstein aus Kunststoff, der ca. 12 bis 15 g wiegt.

### Gleitpulver
Feinkörniges Pulver wird auf dem Board verstreut, damit die Spielsteine leicht zu schieben sind. Am häufigsten wird Borsäure für diesen Zweck verwendet, die aber in der EU als reproduktionstoxisch eingestuft ist. Daher wird hier üblicherweise ein Pulver aus Speisestärke verwendet.
In der Regel liegt jedem Carrombrett beim Kauf eine Tüte Talkum bei, das für ein optimales Gleiten des Strikers sorgt.

## Regeln
Ziel des Spiels ist es, mit Hilfe des Strikers die neun Steine der eigenen Farbe in den Ecklöchern des Spielbrettes zu versenken. Der Striker wird beliebig auf die Grundlinie (nur im eigenen Viertel) gelegt (beide Linien müssen berührt oder der rote Punkt ganz bedeckt werden) und gegen die Spielsteine geschnippt. Dabei dürfen auch gegnerische Steine direkt angespielt werden.
Das Spielrecht wechselt, wenn kein eigener Stein versenkt wurde.
Der Sieger eines Spiels (Boards) erhält so viele Punkte wie die Anzahl der Steine des Gegners, die sich noch auf dem Brett befinden. Hat der Gewinner die Queen gespielt und bestätigt, d. h. direkt anschließend einen weiteren seiner Steine versenkt, erhält er weitere drei Punkte. Ab 21 Punkten zählen die Punkte für die Queen nicht mehr.
Das Spiel ist zu Ende, wenn ein Spieler 25 Punkte erreicht hat; spätestens jedoch nach acht Boards.

## Verbreitung
In Indien und den benachbarten Ländern (Afghanistan, Pakistan, Bangladesch, Sri Lanka etc.) findet man Carromspieler täglich im Straßenbild von Städten und Dörfern. Es gilt auch als Sport; seit 1924 werden in Indien Meisterschaften und seit 1956 internationale Turniere ausgetragen.
In den 1980er Jahren fand das Spiel immer mehr Anhänger in Europa und Nordamerika und wird mittlerweile weltweit gespielt. Mittlerweile ist Carrom in Teilen Europas verbreitet: in Belgien, Deutschland, Frankreich, Großbritannien, Italien, Niederlande, Österreich, Polen, Portugal, Schweiz, Spanien, Tschechien gibt es unterschiedlich aktive und verschieden große Carromvereinigungen.
In Deutschland finden regelmäßig offene Carrom-Meisterschaften sowie regionale Turniere statt, die von verschiedenen, teils über 20 Jahre alten Vereinen, veranstaltet werden. Carrom-Vereine gibt es in ganz Deutschland, sie sind im Deutschen Carrom Verband (DCV) organisiert.
1998 wurde in Berlin zum ersten Mal in Deutschland ein Eurocup (Europameisterschaft) ausgetragen, den der Kölner Frank Kunisch gewinnen konnte. 2002 fand der Eurocup in Bonn und 2007 in Dortmund statt. Vom 14. bis 18. Juni 2012 wurde in Darmstadt der 16. Eurocup ausgetragen.